# Joel Hoekstra
 (février 2015).
Si vous disposez d'ouvrages ou d'articles de référence ou si vous connaissez des sites web de qualité traitant du thème abordé ici, merci de compléter l'article en donnant les références utiles à sa vérifiabilité et en les liant à la section « Notes et références ».
Pour les articles homonymes, voir Hoekstra.
Joel Hoekstra, né le 13 décembre 1970 à Orland Park (Illinois), est un guitariste américain de hard rock, principalement connu pour ses participations sur deux albums de Night Ranger, Somewhere In California (2012) et High Road (2014), ainsi que pour être le guitariste actuel de Whitesnake.

## Biographie
Joel Hoekstra naît dans la banlieue de Chicago. Il commence officiellement sa carrière avec l'album Undefined, qui sort en 2001. Deux ans plus tard sort l'album The Moon Is Falling. Il fait ensuite partie de Night Ranger de début 2006 au 21 août 2014, succédant à un futur camarade de scène, Reb Beach, contraint de quitter le groupe pour reformer Winger avec Kip Winger.
En 2007, il réalise son dernier album solo en date 13 Acoustic Songs.
Il quitte Night Ranger à la suite d'une nouvelle direction qui s'offre à lui : le chanteur de  Whitesnake, David Coverdale ayant annoncé le départ de Doug Aldrich le 7 mai 2014, Joel saute sur l'occasion et passe les auditions le 30 mai... Il est le nouveau guitariste de Whitesnake mais refuse que son nom soit dévoilé tant que la tournée de Night Ranger qui promeut le nouvel album High Road n'est pas terminée. C'est donc le 21 août 2014 que Joel Hoekstra est officiellement dévoilé en tant que remplaçant de Doug Aldrich au sein de Whitesnake, faisant ainsi équipe avec Reb Beach, son prédécesseur dans Night Ranger. Lorsque son nom est finalement dévoilé sur le site du groupe, David Coverdale précise que les talents du guitariste avaient déjà suscité l'intérêt du groupe lorsque Night Ranger avait fait l'objet de la première partie de Whitesnake au Brésil en 2013.
Hoekstra commence à travailler pour Whitesnake dès mai afin de composer et enregistrer les morceaux qui figurent sur l'album The Purple Album, sorti en mai 2015.
Dès juin 2015, Whitesnake et leur nouveau membre commencent la tournée qui promeut The Purple Album, nommée The Purple Tour, en jouant les grands classiques du groupe ainsi que des reprises de Deep Purple Mark III et IV, telles que Burn, Soldier of Fortune ou encore You Keep On Moving présentes sur l'album.
En Septembre 2015, il sort l'album Dying To Live sous le nom de son nouveau groupe Joel Hoekstra's 13. Pour enregistrer cet album il fait appel à deux chanteurs, Jeff Scott Soto pour lequel il avait enregistré quelques pistes pour l'album Damage Control quelques années auparavant, et Russell Allen, chanteur de Symphony X qu'il a rencontré en s'impliquant dans le projet Trans-Siberian Orchestra. Il fait de même appel à Tony Franklin, son compagnon de VHF à la basse et Vinny Appice à la batterie, ainsi qu'au claviériste Derek Sherinian. La chanteuse Chloe Lowery, elle aussi de Trans-Siberian Orchestra est invitée sur le morceau What We Believe.
En février 2016, il participe à la tournée East Coast du festival Monsters Of Rock Cruise et joue un set acoustique avec les invités Todd La Torre de Queensryche et Jeff Scott Soto au chant. Il interprète donc quelques morceaux de son nouveau projet Joel Hoekstra's 13 ainsi que des classiques de Whitesnake tels que Here I Go Again et Love Ain't No Stranger à cette occasion. Pour la même série de concerts, il monte sur scène et joue aussi avec Nelson et Soto.
En juin 2016, la tournée mondiale de Whitesnake The Greatest Hits Tour commence et le groupe joue tous ses classiques. Lors de la pause qui sépare la tournée européenne de la tournée sud américaine, Joel Hoekstra joue avec une reformation du show théâtral de Broadway Rock of Ages, dont il faisait partie jusqu'à sa dissolution en 2014, reprenant de grands classiques du hard rock tels que I Wanna Rock de Twisted Sister ou encore Nothin' but a Good Time de Poison le 27 août, puis un set gratuit en Roumanie le 3 septembre, jouant ainsi pour la première fois des chansons issues de ses trois albums solos. Il joue donc successivement Electric Fields, Urban Experiments, Twigs, son solo qu'il interprète pour Whitesnake et une reprise de Highway to Hell d'AC/DC. Puis, il joue Purple Rain en hommage à Prince, accompagné de Steve Lukather de Toto, Frank Gambale, Bumblefoot, Tosin Abasi, Prashant Aswani et Daniele Gottardo. Vient ensuite la tournée sud américaine de The Greatest Hits Tour, où le groupe interprète la chanson Burn de Deep Purple afin de compenser le fait que le continent n'aie pas fait l'objet de la tournée précédente The Purple Tour.
En août 2016, le chanteur de Stryper Michael Sweet sort son album One Sided War, dans lequel Joel apparaît, notamment sur le single Radio.
Du 2 au 5 mars 2017 a qu'en juillet , Joel Hoekstra est professeur au Rock 'n' Roll Fantasy Camp à Hollywood et est donc mené à jouer avec Glenn Hughes et Ian Paice entre autres. De plus, il remplace le guitariste Dave Barry dans le groupe de Cher, celui-ci étant occupé en tant que musicien dans The Voice, durant sa série de concerts à Las Vegas et pour sa performance aux Billboard Music Awards courant mai 2017.
Enfin, un DVD de la tournée The Purple Tour de Whitesnake sera aussi annoncé courant 2017.

## Discographie

### Albums solo
- Undefined
- The Moon Is Falling
- 13 Acoustic Songs

### Joel Hoekstra’s 13
- Dying to Live
- Running Games
- Crash Of Life

### Night Ranger
- Somewhere In California
- 24 Strings & A Drummer
- High Road

### Whitesnake
- The Purple Album
- Flesh & Blood

### Autres
- Jack Blades - Rock 'N Roll Ride
- Jeff Scott Soto - Damage Control
- Michael Sweet - I'm Not Your Suicide
- Trans-Siberian Orchestra - Dreams Of Fireflies (On A Christmas Night)
- Amy Lee - Aftermath
- VHF - VHF
- Michael Sweet - One Sided War

## Filmographie
- Rock Forever (2012), caméo